# Тракийски племена

## Списък на известнитетракийскиплемена
- абретени: (в областта Абретена. Тя се намира в Северна Мизия, недалеч от река Риндак (Rhyndacos))
- агриани: (Западна Тракия, между Хемус (Стара планина), и по горното течение на Струма)
- аеди
- алмопи
- аоди
- акрокомаи
- ализонци
- апиарензи
- апсинти: (на Егейско море, град Апсинтус
- апули
- аретузи
- артакии
- асти: (между Странджа , Понт и град Кипсела
- ациги
- бантии
- бебрици (бебреши):
- бени: (край река Хебър (Hebros), на север от сатрите)
- беси:[1] (Западни Родопи, град Бесапара (Bessapara), жреци на сатрите, това име после се прехвърля върху цялото племе)
- бизалти (бисалти): (край река Струма, до Хелеспонт
- бистони: (на Егейско море до река Места
- блегури (балагрии)
- ботеи (ботиеи): (автохонното население на Беломорска Македония, вероятно от смесен трако-пеонски произход)
- брени
- бризи (бризеи, брисеи)
- бринки
- бубеи (буби)
- бюснеи
- васаниси
- витини или битини (bithyni): (край река Стримон, през 8 век пр.н.е. се изселили в Мала Азия и образували областта Витиния
- гарески
- гондри
- граи (graei): в южното подножие на планинската верига Вискяр – Гребен – Црънча
- датулепти
- датени
- дентелети (дантелетаи): (по горното течение на Струма, град Дентелетика)
- денгери
- дерони
- дерсеи (дерзаи): (северното крайбрежие на Егейско море)
- десили
- дигери
- дизори
- дии: (в Източните Родопи)
- димензи
- диобеси: (планинско племе)
- дионисии: (в Югозападна Тракия)
- добери:
- долиони:
- долонки (долонци, делонци): (в Тракийски Херсонес, потомци на витините и тините)
- дрози (дрои): (между реките Нестос и Хебър)
- едони: (югозападна Тракия , град Амфиполис
- елети
- енети (венети): (живеели между племената дардани и трибали, преместили се в Мала Азия, където образували племето на пафлагоните)
- ентриби (entriboi)
- еорденсии (еорди, еорци)
- ехалийци (ехсалийци)
- желони (гелони): (заемали земи северно от таврите)
- зеели
- зерани (зери)
- идомененси
- ихнеи (ихни, ити)
- кабилети: (край град Ямбол – Кабиле)
- кавконенси
- каелети (коелети): (край река Хебър до Егеите)
- кайни (кени, каени): (край Мраморно море между град Бизанте и град Кипсела
- карбилеси (карбилези)
- кробизи: между река Янтра и град Одесос
- каукауни
- кебрени
- кедони
- кикони (cicones): (между Портолагоски залив и река Хебър, край Хелеспонт (Hellespont)
- клари
- койлалети: (между Хемус
- ргора и Родопите)
- корели (корали): (Източна Стара планина (Haemus)
- корпили (корпиали): (край Пропонтида до Босфора)
- крестони: (северното крайбрежие на Егейско море)
- круси
- ксанти
- лаиаи (илеи, лееи, лаеи): (край река Стримон (Strymon)
- лети
- линкести
- мадуатени: (край град Кипсела Cypsella)
- мариандини
- меди (маеди): (югозападна Тракия, средно течение на река Стримон (Strymon)
- медовитини: (край р. Стримон, преселили се оттам в Мала Азия)
- майони (маиони)
- меландити
- мелинофаги
- мелти (мелди): (според някои справочници са обитавали земите около днешния Ловеч, като са основали селището „Мелта“-днешен Ловеч)
- меони (меонци)
- .[2][3][4]
- милии
- морили
- морисени: (около бреговете на Черно море)
- нипсеи (непси): (край река Камчия (Panisus)
- обулензи
- одоманти (одогети): (по долното течение и устието на Струма)
- одони
- одриси: (край Адрианополис, край реките  Тунджа, Хебър)
- ойтензи
- олимпени: (в Мизия)
- олинтийци
- ордесензи
- орески
- отрионеи
- пайти (паити): (край Егейско море, съседи на племето бистони)
- панеи (панаи)
- парореи
- пафлагони (пелагони): (в Мала Азия)
- пеопли
- Родоподоери: (между Сърнена Средна гора и Сакар)
- пиценси
- прианти (приянти, брианти, бриганти)
- рондеи
- сабии (sabis)
- сабоки
- самаи: (източно от реката Хебър)
- сапеи (saepai): (между град Абдера и Родопите)
- сарапари: (отвъд Армения, между гураните и мидийците (Западен Иран))
- сатри: (Централни Родопи)
- селети: (Североизточна Тракия, между Хемус и река Панисос (Panysos)
- сикабои
- синдонеи
- синти (sinthi): (съседи на пеоните)
- сири
- сиропеони (сириопеони)
- ситони
- скайбои (скаи)
- скаугди
- скирмиади: (в Източна Тракия, локализира се в Салмидесос (дн. Странджа), района над Аполония)
- скиртони (скитени)
- скумбри: (в Рила)
- сталети
- стримони
- тевкри
- теризи (тиризи, терици): (Североизточна Тракия, на изток от мизите, около Калиакра)
- тетрахорити
- тилатеи (тилалети): (северно от Скомброс (Витоша) и на запад достигат до река Оксиос (Искър) т.е. планинския район между днешните София, Перник, Елин Пелин)
- тимахи (тимаки): (около р. Тимок)
- тини (тюни, thyni): (между град Византион и Странджа)
- тинтеи (тинтени)
- тирагети: (по долното течение на р. Тира (Днестър))
- тисагети: (на изток от Волга и около Днестър)
- травси: (в областта между долното течение на Хебър и Източните Родопи)
- трали
- транипси
- траузери: (в Западните Родопи)
- трери: (Западна Тракия, край река Ескус (Oescus), край Сердика (Serdica)
- трилатаи: (Западна Тракия, река Ескус (Oescus)
- триспли
- троглодити
- уекри
- уздицензи (усдицези): (в Хемус, източно от река Искър, южно от мизите и северно от бените)
- феакийци: (в Югоизточна Тракия, град Схерия)
- фрагонди: (между реките Стримон (Strymon) и Нестос (Nestus)
- халети: (по средното течение на река Места)
- халиби
- хипсалти

## Родствени племенни общности
- пеласги (пелазги): (автохонното население на Балканите според древните гърци, връзката му е траките е неясна)
- мизи (миси): (потомци на племето моези, в Северозападна Тракия, между Хемус и Истър (Дунав), изселили се през 2000 пр.н.е. в Мала Азия и основали там провинция Мизия)
- бриги: (в днешна Албания и пл. Пинд, близки или тъждествени с фригите)
- фриги (phrygi): (старо тракийско племе от дн. Македония, между 2000 и 1200 пр. Хр. постепенно се преселили в Мала Азия, където образували Фригия (Phrygia)
- кабири: (обитавали остров Самотраки, жреческа каста на фригите)
- гети: (в Добруджа и по долните поречия на Дунав и Днепър)
- даки: (обитаващи земите северно от р. Дунав и източно от р. Тиса)
- карпи (карпиани): (в Румъния и Молдова, родствени на даките)
- агатирси: (на север от Карпатите и по река Днестър)
- скити: (източно от Днепър)
- моези (мези, mezi): (Северозападна Тракия, между Хемус и Истър (Дунав))
- трибали: (по-рано са живеели край река Велика Морава, по-късно в северозападна Тракия, река Истър
- кробизи: (между река Осъм и Одесос)
- сигини (syginni): (Северозападна Тракия, северно от Истър)
- пеони (пеонци, пайони, paeoni): (Западна Тракия и Илирик, край река Аксиос (Axios)
- гети (по долното течение на р.Дунав, Добруджа и Мунтения)